# William Smith O'Brien

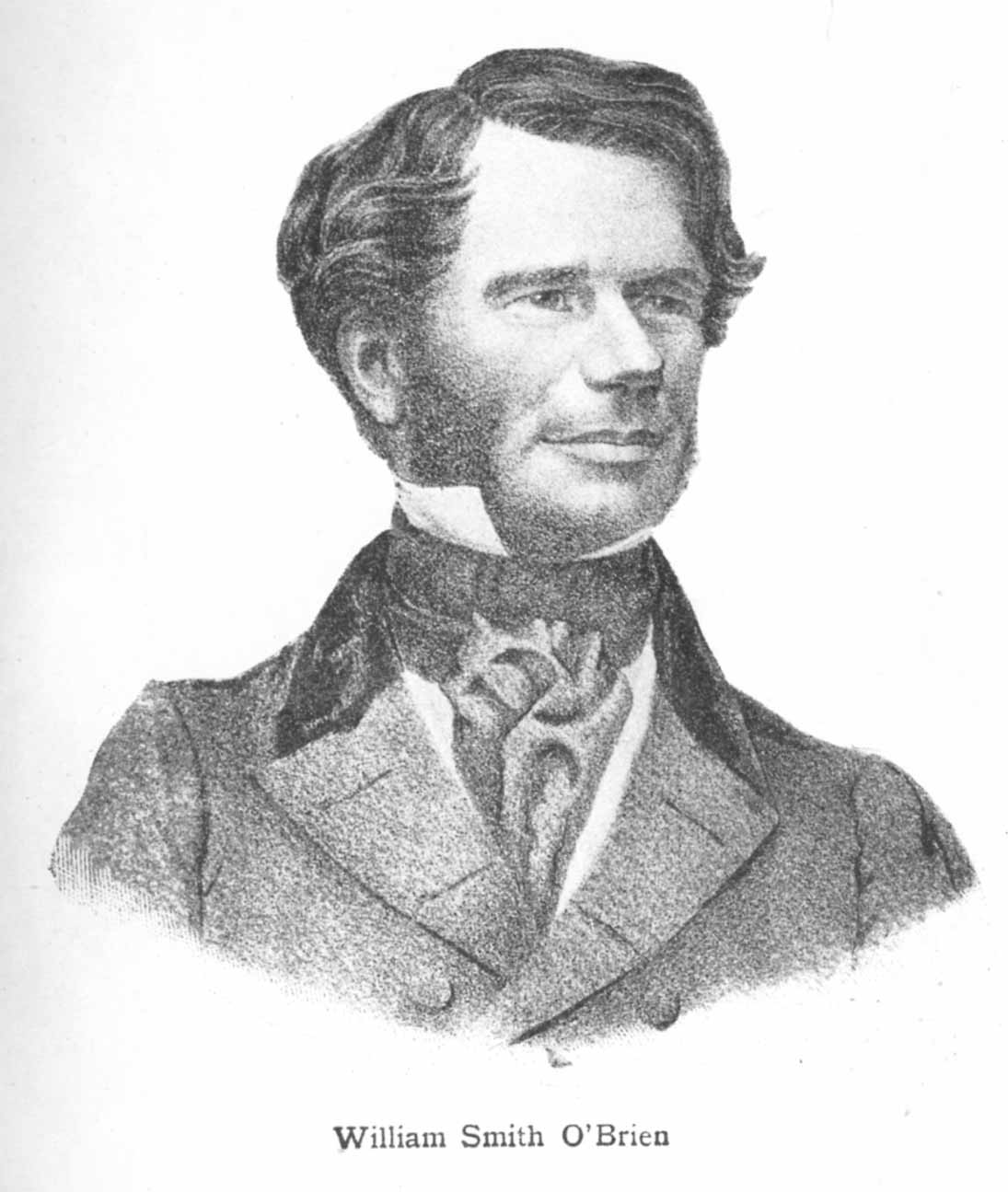
William Smith O'Brien

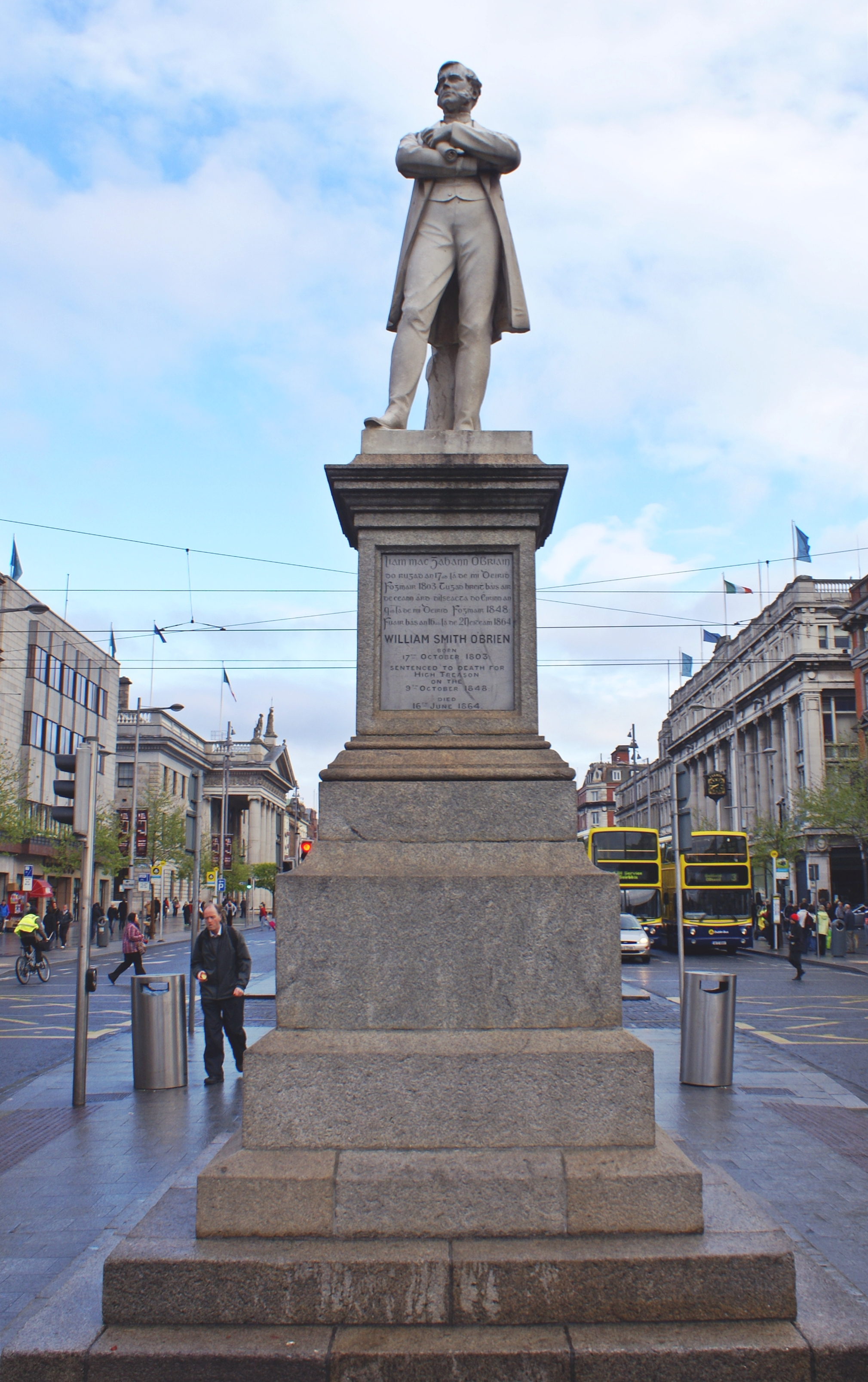
Estátua de O'Brien na O'Connell Street, Dublin

William Smith O'Brien (em irlandês:  Liam Mac Gabhann Ó Briain; 17 de outubro de 1803 – 18 de junho de 1864) foi um nacionalista irlandês e deputado e líder do movimento Jovem Irlanda. Condenado por sedição pela revolta de 1848, a sua sentença foi comutada em deportação para a Terra de Van Diemen. Em 1854 foi libertado na condição de se exilar da Irlanda, e viveu em Bruxelas durante dois anos. Em 1856 O'Brien foi indultado e regressou à Irlanda, mas não se envolveu em política.